# Benjamin Bonzi
Benjamin Bonzi (pronunciación en francés: /bɛ̃ʒamɛ̃ bɔ̃zi/; nacido el 9 de junio de 1996) es un tenista francés. 
Bonzi alcanzó el puesto 42 en individuales, logrado el 6 de febrero de 2023. Mientras que su ranking de dobles más alto de su carrera es el 121 logrado el 19 de septiembre de 2022.
Bonzi junto con Quentin Halys ganaron el título de dobles masculino junior del Abierto de Francia 2014 después de derrotar a Lucas Miedler y Akira Santillan en la final, 6-3, 6-3.
Ingresó mediante una tarjeta de invitación al Abierto de Francia de 2017, donde venció a Daniil Medvedev en la primera ronda antes de perder ante el 19º favorito Albert Ramos Viñolas en la segunda ronda.
Se clasificó para el Campeonato de Wimbledon 2018 derrotando al británico James Ward en la ronda de clasificación final.
Bonzi se clasificó para el Abierto de Francia de 2020 venciendo a Ivo Karlović, entre otros, en la clasificación. En la primera ronda, Bonzi derrotó al finlandés Emil Ruusuvuori antes de perder en un choque de segunda ronda contra el adolescente italiano Jannik Sinner.

## Títulos ATP (2; 1+1)

### Individual (1)
| Leyenda                         |
| Grand Slam (0)                  |
| ATP World Tour Finals (0)       |
| Juegos Olímpicos (0)            |
| ATP World Tour Masters 1000 (0) |
| ATP World Tour 500 Series (0)   |
| ATP World Tour 250 Series (1)   |

| N.º | Fecha                  | Torneo | Superficie | Oponente en la final | Resultado   |
| --- | ---------------------- | ------ | ---------- | -------------------- | ----------- |
| 1.  | 9 de noviembre de 2024 | Metz   | Dura (i)   | Cameron Norrie       | 7-6(6), 6-4 |

#### Finalista (2)
| N.º | Fecha                 | Torneo   | Superficie | Oponente en la final | Resultado     |
| --- | --------------------- | -------- | ---------- | -------------------- | ------------- |
| 1.  | 7 de enero de 2023    | Pune     | Dura       | Tallon Griekspoor    | 6-4, 5-7, 3-6 |
| 2.  | 26 de febrero de 2023 | Marsella | Dura (i)   | Hubert Hurkacz       | 3-6, 6-7(4)   |

### Dobles (1)
| Leyenda                         |
| Grand Slam (0)                  |
| ATP World Tour Finals (0)       |
| Juegos Olímpicos (0)            |
| ATP World Tour Masters 1000 (0) |
| ATP World Tour 500 Series (0)   |
| ATP World Tour 250 Series (1)   |

| N.º | Fecha                 | Torneo   | Superficie | Pareja                | Oponentes en la final      | Resultado |
| --- | --------------------- | -------- | ---------- | --------------------- | -------------------------- | --------- |
| 1.  | 16 de febrero de 2025 | Marsella | Dura (i)   | Pierre-Hugues Herbert | Sander Gillé Jan Zieliński | 6-3, 6-4  |

#### Finalista (1)
| N.º | Fecha                 | Torneo      | Superficie | Pareja        | Oponentes en la final             | Resultado |
| --- | --------------------- | ----------- | ---------- | ------------- | --------------------------------- | --------- |
| 1.  | 10 de febrero de 2019 | Montpellier | Dura (i)   | Antoine Hoang | Ivan Dodig Édouard Roger-Vasselin | 3–6, 3–6  |

## Finales ATP Challenger y ITF Futures

### Individuales: 34 (22-12)
| Leyenda                  |
| ------------------------ |
| ATP Challenger (11-5)    |
| Futuros de la ITF (11–7) |

| Resultado | G – P | Fecha    | Torneo                       | Nivel             | Superficie | Oponente              | Puntaje                 |
| --------- | ----- | -------- | ---------------------------- | ----------------- | ---------- | --------------------- | ----------------------- |
| Derrota   | 0–1   | Jul 2015 | Portugal F10, Castelo Branco | Futures           | Dura       | Pablo Vivero González | 3–6, 6–7(4–7)           |
| Victoria  | 1–1   | Aug 2015 | Turquía F33, İzmir           | Futures           | Dura       | Cem İlkel             | 7–6(7–2), 7–5           |
| Derrota   | 1–2   | Apr 2016 | Qatar F2, Doha               | Futures           | Dura       | Alexander Bublik      | 6–7(4–7), 6–7(7–9)      |
| Derrota   | 1–3   | Sep 2016 | Túnez F22, Hammamet          | Futures           | Arcilla    | Jules Okala           | 4–6, 3–6                |
| Victoria  | 2–3   | Oct 2016 | Túnez F25, Hammamet          | Futures           | Arcilla    | Mariano Kestelboim    | 7–6(7–3), 6–2           |
| Derrota   | 2–4   | Oct 2016 | Túnez F26, Hammamet          | Futures           | Arcilla    | Laurynas Grigelis     | 4–6, 4–6                |
| Victoria  | 3–4   | Oct 2016 | Túnez F27, Hammamet          | Futures           | Arcilla    | Javier Martí          | 7–5, 6–3                |
| Victoria  | 4–4   | Nov 2016 | Egipto F31, Sharm El Sheikh  | Futures           | Dura       | Dennis Novak          | 4–6, 6–3, 6–1           |
| Victoria  | 5–4   | Feb 2017 | Egipto F6, Sharm El Sheikh   | Futures           | Dura       | Patrik Nema           | 7–5, 7–6(7–4)           |
| Derrota   | 5–5   | Apr 2017 | Grecia F5, Heraklion         | Futures           | Dura       | Petr Michnev          | 2–6, 5–7                |
| Victoria  | 6–5   | May 2017 | Túnez F17, Hammamet          | Futures           | Arcilla    | Juan Ignacio Galarza  | 6–7(4–7), 6–0, 6–1      |
| Victoria  | 7–5   | May 2017 | Francia F22, Nevers          | Futures           | Dura       | Marek Jaloviec        | 6–2, 3–6, 7–5           |
| Derrota   | 7–6   | Mar 2018 | Drummondville, Canadá        | Challenger        | Dura       | Denis Kudla           | 0–6, 5–7                |
| Victoria  | 8–6   | Jun 2019 | M25+H Toulouse, Francia      | World Tennis Tour | Arcilla    | Hugo Gaston           | 6–4, 6–4                |
| Derrota   | 8–7   | Aug 2019 | M25 Schlieren, Suiza         | World Tennis Tour | Arcilla    | Daniel Masur          | 4–6, 2–6                |
| Victoria  | 9–7   | Sep 2019 | M25 Madrid, España           | World Tennis Tour | Arcilla    | Alejandro González    | 6–2, 7–6(7–5)           |
| Derrota   | 9–8   | Oct 2019 | M25+H Rodez, Francia         | World Tennis Tour | Dura       | Hugo Gaston           | 6–7(4–7), 3–6           |
| Victoria  | 10–8  | Feb 2020 | M25 Nonthaburi, Tailandia    | World Tennis Tour | Dura       | Sebastian Fanselow    | 6–4, 6–1                |
| Derrota   | 10–9  | Feb 2020 | Bangalore, India             | Challenger        | Dura       | James Duckworth       | 4–6, 4–6                |
| Victoria  | 11–9  | Mar 2020 | M25 Potchefstroom, Sudáfrica | World Tennis Tour | Dura       | Tobias Simon          | 7–6(14–12), 6–4         |
| Derrota   | 11-10 | Jan 2021 | Estambul, Turquía            | Challenger        | Dura (i)   | Arthur Rinderknech    | 6-4, 6-7(1-7), 6-7(3-7) |
| Victoria  | 12-10 | Feb 2021 | Potchefstroom, Sudáfrica     | Challenger        | Dura       | Liam Broady           | 7-5, 6-4                |
| Victoria  | 13-10 | May 2021 | Ostrava, República Checa     | Challenger        | Arcilla    | Renzo Olivo           | 6-4, 6-4                |
| Victoria  | 14-10 | Ago 2021 | Segovia, España              | Challenger        | Dura       | Tim van Rijthoven     | 7-6(12-10), 3-6, 6-4    |
| Victoria  | 15-10 | Ago 2021 | Saint-Tropez, Francia        | Challenger        | Dura       | Christopher O'Connell | 6-7(10-12), 6-1, ret.   |
| Victoria  | 16-10 | Sep 2021 | Cassis, Francia              | Challenger        | Dura       | Lucas Pouille         | 7–6(7–4), 6–4           |
| Victoria  | 17-10 | Sep 2021 | Rennes, Francia              | Challenger        | Dura (i)   | Mats Moraing          | 7–6(7–3), 7–6(7–3)      |
| Victoria  | 18-10 | Feb 2022 | Cherburgo, Francia           | Challenger        | Dura (i)   | Constant Lestienne    | 6–4, 2–6, 6–4           |
| Victoria  | 19-10 | May 2022 | Aix-en-Provence, Francia     | Challenger        | Arcilla    | Grégoire Barrère      | 6–2, 6–4                |
| Derrota   | 19-11 | Sep 2023 | Rennes, Francia              | Challenger        | Dura (i)   | Maxime Cressy         | 3–6, 0–2 Ret.           |
| Derrota   | 19-12 | Oct 2023 | Brest, Francia               | Challenger        | Dura (i)   | Pedro Martinez        | 6–7(6–8), 6–7(1–7)      |
| Victoria  | 20-12 | Jul 2024 | Winnipeg, Canadá             | Challenger        | Arcilla    | Sho Shimabukuro       | 5–7, 6–1, 6–4           |
| Victoria  | 20-12 | Oct 2024 | Rennes, Francia              | Challenger        | Dura (i)   | Matteo Martineau      | 7–5, 6–1                |
| Victoria  | 21-12 | Oct 2024 | Saint-Brieuc, Francia        | Challenger        | Dura (i)   | Lucas Pouille         | 6–2, 6–3                |

### Dobles (14–5)
| Leyenda                  |
| ------------------------ |
| ATP Challenger (2–1)     |
| Futuros de la ITF (12–4) |

| Resultado  | N.º | Fecha                  | Torneo                         | Superficie | Pareja                | Adversario                                   | Puntaje                       |
| ---------- | --- | ---------------------- | ------------------------------ | ---------- | --------------------- | -------------------------------------------- | ----------------------------- |
| Ganador    | 1.  | 26 de octubre de 2014  | Heraklion, Grecia F9           | Dura       | Quentin Halys         | Mauricio Astorga Alberto Rojas-Maldonado     | 6–2, 6–4                      |
| Subcampeón | 1.  | 9 de mayo de 2015      | Antalya, Turquía F18           | Dura       | Fabien Reboul         | Lucas Miedler Maximiliano Neuchrist          | 2–6, 3–6                      |
| Subcampeón | 2.  | 18 de julio de 2015    | Castelo Branco, Portugal F9    | Arcilla    | Grégoire Jacq         | Javier Pulgar-García Borja Rodríguez Manzano | 4–6, 6–4, [9–11]              |
| Ganador    | 2.  | 25 de julio de 2015    | Castelo Branco, Portugal F10   | Arcilla    | Romain Barbosa        | Antoine Hoang Grégoire Jacq                  | 7–6 (10–8), 6–7 (7–9), [10–7] |
| Subcampeón | 3.  | 1 de agosto de 2015    | Castelo Branco, Portugal F11   | Arcilla    | Romain Barbosa        | Gonçalo Falcao Gonçalo Pereira               | 3–6, 6–2, [5–10]              |
| Ganador    | 3.  | 15 de agosto de 2015   | Sakarya, Turquía F32           | Dura       | Grégoire Jacq         | Yannai Barkai Alon Elia                      | 6–1, 6–2                      |
| Subcampeón | 4.  | 24 de agosto de 2015   | Esmirna, Turquía F33           | Arcilla    | Grégoire Jacq         | Jordi Vives Federico Zeballos                | 6–7 (0–7), 7–6 (8–6) [7–10]   |
| Ganador    | 4.  | 11 de octubre de 2015  | Port El Kantaoui, Túnez F26    | Dura       | Fabien Reboul         | Lukas Mugevičius Roberto Ortega Olmedo       | 4–6, 6–4, [10–8]              |
| Ganador    | 5.  | 18 de octubre de 2015  | Port El Kantaoui, Túnez F27    | Dura       | Fabien Reboul         | Aziz Dougaz Anis Ghorbel                     | 6–2, 6–2                      |
| Ganador    | 6.  | 1 de noviembre de 2015 | Port El Kantaoui, Túnez F29    | Dura       | Roberto Ortega Olmedo | Anis Ghorbel Francesco Vilardo               | 6–0, 6–3                      |
| Subcampeón | 5.  | 17 de enero de 2016    | Bagnoles-de-l'Orne, Francia F1 | Arcilla    | Grégoire Jacq         | Corentin Denolly Alexandre Müller            | 6–2, 1–6, [6–10]              |
| Subcampeón | 6.  | 24 de enero de 2016    | Bressuire, Francia F2          | Dura       | Grégoire Jacq         | Sander Gillé Joran Vliegen                   | 6–7(1–7), 5–7                 |
| Ganador    | 7.  | 13 de marzo de 2016    | Balma, Francia F5              | Dura       | Fabien Reboul         | Martin Beran Maxime Tabatruong               | 7–5, 6–3                      |
| Ganador    | 8.  | 10 de abril de 2016    | Doha, Catar F1                 | Dura       | Antoine Bellier       | Daniel Cox Milos Sekulic                     | 6–3, 6–2                      |
| Ganador    | 9.  | 17 de abril de 2016    | Doha, Catar F1                 | Dura       | Antoine Bellier       | Anis Ghorbel Tak Khunn Wang                  | 7–6(7–5), 6–3                 |
| Ganador    | 11. | 15 de mayo de 2016     | Hammamet, Túnez F18            | Arcilla    | Anis Ghorbel          | Sergio Martos Gornés Oriol Roca Batalla      | 6–3, 7–6(8–6)                 |
| Ganador    | 12. | 19 de junio de 2016    | Mont-de-Marsan, Francia F10    | Arcilla    | Grégoire Jacq         | Romain Arneodo Benjamin Balleret             | 7–6(7–4), 7–6(13–11)          |
| Ganador    | 10. | 24 de abril de 2016    | Doha, Catar F1                 | Dura       | Antoine Bellier       | Anis Ghorbel Tak Khunn Wang                  | 7–6(7–5), 6–3                 |
| Ganador    | 13. | 29 de febrero de 2020  | Pau, Francia                   | Dura (i)   | Antoine Hoang         | Simone Bolelli Florin Mergea                 | 6–3, 6–2                      |
| Ganador    | 14. | 28 de marzo de 2021    | Lille, Francia                 | Dura (i)   | Antoine Hoang         | Dan Added Michael Geerts                     | 6–2, 1–6, [11–9]              |
| Subcampeón | 7.  | 20 de junio de 2021    | Nottingham, Gran Bretaña       | Césped     | Antoine Hoang         | Marc Polmans Matt Reid                       | 4–6, 6–4, [8–10]              |

## Finales de Grand Slam Junior

### Dobles Junior
| Resultado | Año  | Campeonato         | Superficie | Pareja        | Oponentes                     | Puntaje  |
| --------- | ---- | ------------------ | ---------- | ------------- | ----------------------------- | -------- |
| Campeón   | 2014 | Abierto de Francia | Arcilla    | Quentin Halys | Lucas Miedler Akira Santillán | 6–3, 6–3 |